# Laurent Hairabetian
Pas d'image ? Cliquez ici

a Compétitions nationales et continentales officielles uniquement.

Laurent Hairabetian, né le 2 janvier 1970 à Enghien-les-Bains, est un joueur français d'origine arménienne de rugby à XV évoluant au poste de troisième ligne aile ou de troisième ligne centre.

## Biographie
Né à Enghien-les-Bains, Laurent Hairabetian est formé au Plaisir Rugby Club[réf. nécessaire].
Il commence sa carrière en première division au CA Brive mais est peu utilisé par les entraîneurs. Après l'arrivée de François Duboisset au CAB, il signe au SC Tulle où il trouve une place de titulaire.[réf. nécessaire]
Après avoir joué au Stade bordelais, entraîné par Bernard Laporte, il suit ce dernier au Stade français CASG où il connaît deux montées successives et se révèle au passage comme un joueur clé de son équipe. En 1996, il est sacré champion de France du groupe B.
Le 6 novembre 1996, il est invité une première fois avec les Barbarians français pour jouer contre Cambridge en Angleterre. Les Baa-Baas s'imposent 76 à 41.
Il joue par la suite à l'US Dax à la fin des années 1990, puis au SU Agen, avant de rejoindre le club de Tarbes en 2001. Plus tard, il évolue sous le maillot du CA Bègles Bordeaux[réf. nécessaire], de Marseille Provence puis du SO Chambéry.

## Palmarès

### En club
- Championnat de France Groupe B :
  - Champion (1) : 1996 avec le Stade français Paris rugby
- Championnat de France de 2e division :
  - Vice-champion (1) : 2003 avec Tarbes Pyrénées rugby.

### En équipe nationale
- Champion d'Europe avec l'équipe d'Arménie : 3e division Groupe C en 2004, Groupe B en 2006[réf. nécessaire].

## Statistiques en équipe nationale
- Équipe de France scolaire (1986)[réf. nécessaire]
- Équipe de France FIRA (1987)[réf. nécessaire]
- Équipe de France universitaire (1990-1991)[réf. nécessaire]
- Équipe de France des moins de 23 ans (1992-1993)[réf. nécessaire]
- Équipe de France militaire[2] (1994-1995)[réf. nécessaire]
- Équipe de France « B » (1999-2001)[réf. nécessaire]
- Barbarians français (1997-1999)[réf. nécessaire]
- Équipe d'Arménie (2004-2009)[réf. nécessaire]

## Distinctions personnelles
Élu meilleur joueur en septembre 1996, il fut récompensé par l'Oscar Midi olympique du mois[réf. nécessaire].